# الرهائن الثلاثة
الرهائن الثلاثة (بالإنجليزية: The Three Hostages)‏ هي رابعة روايات شخصية ريتشارد هاناي الخمس بقلم المؤلف الإسكتلندي جون بوكان، نشرت لأول مرة في عام 1924 عن طريق دار هودر وستوكتون في لندن.
ظهر هاناي سابقا في رواية الدرجات التسع والثلاثون (1915)، وهي أشهر مغامراته ويحارب فيها الجواسيس الألمان في جميع أنحاء انكلترا وإسكتلندا، وظهر في روايتين عن نشاطاته خلال الحرب العالمية الأولى، وهي الرداء الأخضر (1916) والسيد ستاندفاست (1919).